# Careless Whisper
"Careless Whisper" är en låt framförd av George Michael, skriven och producerad av honom själv med ytterligare låttext skapad av Andrew Ridgeley, som han då hade gruppen Wham! med. Låten spelades in till gruppen Whams studioalbum Make It Big (1984). Den gavs ut som albumets andra singel den 24 juli 1984. Singeln gavs ut med artistnamnet George Michael, inte som en singel av Wham. I en del länder lanserades den dock som "George Michael & Wham". Singeln blev en enorm internationell succé och var den första singeln släppt med George Michaels namn som soloartist på konvolutet.

## Topplistor

### Veckovisa singellistor
| Listor (1984)                                 | Högsta listplacering |
| --------------------------------------------- | -------------------- |
| Australien (ARIA)                             | 1                    |
| Irland (Irish Singles Chart)                  | 1                    |
| Italien (FIMI)                                | 1                    |
| Japan (Oricon)                                | 4                    |
| Nederländerna (Nederlandse Top 40)            | 1                    |
| Norge (VG-lista)                              | 2                    |
| Frankrike (SNEP)                              | 3                    |
| Tyskland (Media Control AG)                   | 3                    |
| Schweiz (Schweizer Hitparade)                 | 1                    |
| Storbritannien (UK Singles Chart)             | 1                    |
| Sverige (Sverigetopplistan)                   | 2                    |
| Sydafrika (Mediaguide South Africa)           | 1                    |
| Österrike (Ö3 Austria Top 40)                 | 2                    |
| Listor (1985)                                 | Högsta listplacering |
| Kanada (The Record)                           | 2                    |
| USA Billboard Hot 100                         | 1                    |
| USA Hot Adult Contemporary Tracks (Billboard) | 1                    |

### Årliga singellistor
| Listor (1985)                          | Högsta listplacering |
| -------------------------------------- | -------------------- |
| USA Billboard Hot 100 (Year-End Chart) | 1                    |

## Tamias cover
"Careless Whisper" är en låt framförd av den kanadensiska sångaren Tamia, inspelad till hennes självbetitlade debutalbum Tamia (1998). Den är en cover på George Michaels låt från 1984 och producerades av Samuel J. Sapp och Tim Shider. "Careless Whisper" gavs ut som en singel i Japan den 25 juni 1998. En ytterligare version, med annan instrumentering och sång, inkluderades på soundtrackalbumet till den amerikanska filmen A Night at the Roxbury.

### Bakgrund och utgivning
Efter att ha fått ett skivkontrakt med Quincy Jones' Qwest Records 1994 började den kanadensiska sångaren Tamia att arbeta på sitt självbetitlade debutalbum. Albumet färdigställdes och gavs ut den 14 april 1998. Under de första två kvartalen av året släpptes flera musiksinglar för att marknadsföra albumet, huvudsingeln "Imagination" blev en topp-tjugo notering i Tamias hemland och USA medan "Falling for You" gavs ut som albumets andra singel i Japan. "Careless Whisper" gavs ut i Japan den 25 juni 1998 och blev den fjärde låten från Tamia att ges ut som en singel. Den trycktes upp på CD- och maxi-skivor som även innehöll fyra remixversioner av "Imagination". En annan version av låten, med annorlunda instrumentering och sång, inkluderades på soundtrackalbumet till den amerikanska filmen A Night at the Roxbury som gavs ut i september 1998.

### Inspelning, komposition och mottagande
Tamias cover av "Careless Whisper" producerades av Samuel J. Sapp med assistans av Tim Shider. Den spelades in med Tom Brown som ljudtekniker vid Enterprise Studios i Los Angeles, Kalifornien. Låten ljudmixades av Rob Chiarelli vid Encore i Burbank, Kalifornien. Saxofon-delarna i låten spelades av Gerald Albright. Vid skapandet av Tamias version bibehölls "Careless Whisper" i samma takt men uppdaterades med en modernare instrumentering och kom istället att klassas som R&B. Paul Verna från Billboard beskrev "Careless Whisper" som en av höjdpunkterna på albumet.

### Format och låtlistor
| 1. | "Careless Whisper"                                | 5:13 |
| 2. | "Imagination" (HH 12 Inch Voc Mix)                | 6:33 |
| 3. | "Imagination" (Lil' Jon's Bass Remix)             | 5:39 |
| 4. | "Imagination" (J.D. Main Mix)                     | 5:32 |
| 5. | "Imagination" (Rory's Quiet Storm Remix Extended) | 3:54 |

### Medverkande
Information hämtad från studioalbumets skivhäfte
- Tamia Washington – huvudsång, bakgrundssång
- George Michael – låtskrivare
- Andrew Ridgely – låtskrivare
- Samuel J. Sapp – musikproducent
- Tim Shider – musikproducent
- Tom Brown – ljudtekniker
- Rob Chiarelli – ljudmix
- Gerald Albright – saxofon